# Alix Boyd Knights
Hiệp sĩ Alix Boyd là một chính trị gia và luật sư Dominica, là Chủ tịch hiện tại của Hạ viện.
Boyd Knight được bầu làm Người phát ngôn đầu tiên vào ngày 17 tháng 4 năm 2000 và được bầu lại vào ngày 27 tháng 7 năm 2005, ngày 4 tháng 2 năm 2010 và ngày 20 tháng 2 năm 2015. Sau khi đắc cử nhiệm kỳ thứ ba vào ngày 4 tháng 2 năm 2010, bà đã trở thành Diễn giả phục vụ lâu nhất trong lịch sử của Dominica.
Bà có bằng Cử nhân Luật của Đại học West Indies.